# Microhyla karunaratnei
Microhyla karunaratnei es una especie  de anfibios de la familia Microhylidae.

## Distribución geográfica
Es endémica del sur de Sri Lanka, en altitudes entre 515 y 1110 m.

## Estado de conservación
Se encuentra amenazada de extinción por la pérdida de su hábitat natural.